# Сигма¹ Рака
σ1 Рака (51 Рака, лат. σ1 Cancri) — двойная звезда, которая находится в созвездии Рака. Главный компонент, σ1 Рака А, — белая звезда класса А главной последовательности. Расстояние до неё составляет около 204 световых лет.